# 槃羅茶全
槃羅茶全（越南语：／；梵語： Maha Sajan；占語：Syah Pau Kubah；？—1471年）是占城第十五王朝國王，1460年至1471年在位。他是摩訶槃羅悅的弟弟。
天順四年（1460年）九月，摩訶槃羅悅病死，槃羅茶全遣使赴明朝報喪。明英宗遣給事中黃汝霖、行人劉恕前往占城，冊封槃羅茶全為王。
1464年（天順八年），占城向明朝朝貢。占城使者將大越侵犯占城之事訴於明憲宗，明憲宗令使者回報占城王：「務循禮法，固封疆，捍外侮，毋輕構禍」。
1469年（成化五年），大越後黎朝命令占城向大越朝貢。占城拒絕，於是後黎朝大舉伐占。槃羅茶全向真臘求救，但真臘國王對從前占巴的賴侵略真臘一事懷恨在心，因此拒絕出兵相救。1471年（明成化七年、越洪德二年），黎聖宗親率軍隊攻破占城都城闍盤城，殺六萬餘人，俘槃羅茶全及其家屬五十餘人。隨後越軍大肆擄掠，俘占人三萬餘人而歸，以其地置交南州。
槃羅茶全被黎聖宗押往昇龍，途中病死，黎聖宗命令斬其首級號令於船頭，其屍身則按占婆喪禮，焚毀投棄於江中。至昇龍後，黎聖宗將其首級和俘虜獻捷於太廟。
占城的殘餘部眾逃亡山中，擁立王弟槃羅茶遂為王。槃羅茶全的一個兒子斯雅帕烏林（Syah Pau Ling）率部逃往蘇門答臘島北部的亞齊，建立了亞齊蘇丹國；另一個兒子斯雅·因德拉·貝爾曼（Syah Indera Berman）則逃往馬來半島南部的馬六甲。大量占城人逃往國外，湧入真臘境內的磅湛省地區、寮國的占巴塞省地區，以及東南亞的亞齊、爪哇和馬六甲。

## 腳注
1. ↑  《明史·外國列傳五》
2. ↑  .   [2009-07-03]. （原始内容存档于2020-09-26）.
3. ↑  吳士連等《大越史記全書·本紀全書·黎紀·仁宗皇帝》，東京大學東洋文化硏究所校合本，683—686頁。
4. ↑  Lê Thành Khôi, Histoire du Vietnam, p.243.

| 槃羅茶全          |                                  |                 |
| 前任： 摩訶槃羅悅 | 占婆第十五王朝君主 1460年—1471年 | 繼任： 槃羅茶遂 |
| 前任： 摩訶槃羅悅 | 占婆國王 1460年—1471年           | 繼任： 槃羅茶遂 |